# Jürgen Hahn
Jürgen Hahn, nemški rokometaš, * 23. september 1950.
Leta 1976 je na poletnih olimpijskih igrah v Montrealu v sestavi nemške rokometne reprezentance osvojil četrto mesto.